# Muraenichthys
Muraenichthys is een geslacht van straalvinnige vissen uit de familie van slangalen (Ophichthidae). Het geslacht is voor het eerst wetenschappelijk beschreven in 1853 door Bleeker.

## Soorten
- Muraenichthys elerae Fowler, 1934
- Muraenichthys gymnopterus Bleeker, 1853
- Muraenichthys philippinensis Schultz & Woods, 1949
- Muraenichthys schultzei Bleeker, 1857
- Muraenichthys sibogae Weber & de Beaufort, 1916
- Muraenichthys thompsoni Jordan & Richardson, 1908
- Muraenichthys velinasalis Hibino & Kimura, 2015